# ヨハネス・ストリッケル
ヨハネス・ストリッケル（Johannes Paulus Stricker、1816年10月18日 - 1886年8月27日）は、オランダの神学者・聖書学者。

## 生涯
1816年、ハーグに生まれる。1834年、18歳の時に神学と文学を学ぶためライデン大学に進む。ここで、当時新興だったフローニンゲン神学の中心人物Johan Frederik van Oordtに学んだ。1841年5月、叙階試験を受けたが、師から受け継いだ先進的な考えのためか落第する。この件は大学を巻き込む騒動になり、その年の10月に大学から聖職者の地位を授与された。同年12月、ヴィレミーナ・カルベントゥス（画家フィンセント・ファン・ゴッホの母の姉）と結婚した。
1842年、ドリーハイゼンの牧師となり、そこで3年過ごした。1845年1月9日、ライデンで博士号をとり、ホールンへ移った。その後ドルトレヒトに住み、次いでアムステルダムに移った。ここでアムステル教会の牧師として28年間勤めた。
聖職者を目指していた義甥フィンセント・ファン・ゴッホは、1877年から1878年にかけて、アムステルダムで生活し、ストリッケルのもとを度々訪れた。ストリッケルは、ゴッホに神学部受験のために神学を教えるとともに、ラテン語とギリシア語の家庭教師メンデス・ダ・コスタを世話した。この時期、ゴッホは毎週のように日曜日にストリッケル牧師の説教を聞きに教会を訪れた。しかしゴッホは受験勉強に挫折する。その後の1881年、ゴッホはストリッケルの娘ケイに恋をするが、ストリッケル夫妻はゴッホを娘に会わせることを拒否した。ゴッホがストリッケル夫妻のもとを訪れ、ランプの火に手を差し入れながら、「私が炎に手を置いていられる間、彼女に会わせてください。」と迫ったが、ストリッケルは立ち去るように言うだけだったという話を、ゴッホ自身が手紙に書いている。この事件を機にゴッホとストリッケルの関係は冷えきることになる。
1886年、ニューウェル・アムステルで死去。

## 著作
主著は、2巻から成る『歴史に基づいたナザレのイエス』（1868年）である。このほか、聖家族事典（1855年）にも寄稿している。